# Steven Green (Mörder)

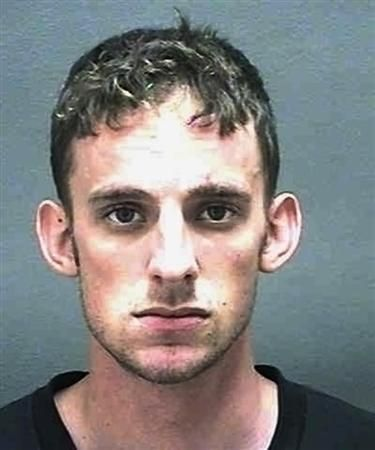
Polizeifoto von Steven Dale Green, 8. Mai 2009

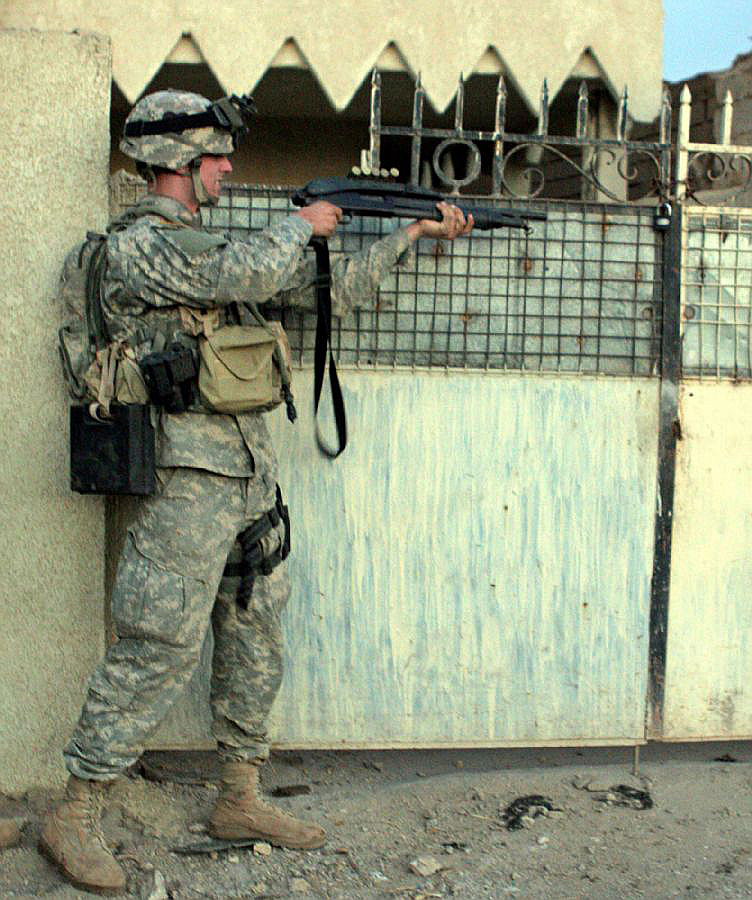
Foto, das Steven D. Green beim Aufschießen des Vorhängeschlosses zu einem verlassenen irakischen Haus zeigt

Steven Dale Green (* 2. Mai 1985 in Midland; † 17. Februar 2014 in Tucson, Arizona) war ein verurteilter US-amerikanischer Kriegsverbrecher.

## Leben
Green wuchs in Seabrook, Texas, auf und war Mitglied der 101. US-Luftlandedivision der U.S. Army. Im Massaker von Mahmudiyya vergewaltigte er am 12. März 2006 zusammen mit seinen Kameraden James Barker, Paul Cortez und Jessie Spielman nacheinander das 14-jährige irakische Mädchen Abeer Qassim al-Janabi in ihrem Wohnhaus, nachdem er selbst ihre Eltern sowie ihre sechsjährige Schwester in einem Nebenraum durch Gewehrschüsse ermordet hatte. Nach der Vergewaltigung erschoss er auch das 14-jährige Mädchen. Das Mädchen wurde schließlich mit Benzin übergossen und angezündet, um die Spuren der Vergewaltigung zu verwischen. Green wurde am 7. Mai 2009 wegen Mordes, Vergewaltigung und Behinderung der Justiz für schuldig befunden und zwei Wochen später, am 21. Mai 2009, zu lebenslanger Haft verurteilt.
Im Gegensatz zu seinen Kameraden wurde sein Fall nicht von einem Militärgericht, sondern von einem zivilen Gericht behandelt, da er bereits am 16. Mai 2006, bevor der Fall publik wurde, wegen antisozialer Persönlichkeitsstörung aus der U.S. Army entlassen worden war. Die Staatsanwaltschaft des Staates Kentucky hatte die Todesstrafe gefordert. Green verbüßte anschließend seine Strafe in der Vollzugseinrichtung United States Disciplinary Barracks bei Fort Leavenworth, Kansas.
Green wurde am 15. Februar 2014 bewusstlos in seiner Zelle im United States Penitentiary, Tucson aufgefunden. Die Behörden gehen von einem Suizidversuch durch Erhängen aus. Er verstarb zwei Tage später. Zuvor hatte Green die Verwandtschaft der getöteten Familie in einem offenen Brief um Entschuldigung gebeten, was diese jedoch ablehnte.
Der Film Redacted behandelt die Tat.